# Черногръб дукер
Черногърбият дукер (Cephalophus dorsalis) е горски дукер, произхождащ от Западна и Южна Африка. 
За първи път е описан от британския зоолог Джон Едуард Грей през 1846 г. Идентифицирани са два подвида. 

## Описание
Черногърбият дукер е червеникаво-кафяв и има среден размер. И двата пола достигат височина до 44 – 49 см до рамото, типичната дължина на главата и тялото е 76 – 103 см. Екземплярите от двата пола не се различават значително в теглото си; типичният диапазон на тегло за този вид дукери е между 18 и 23 кг. Следователно половият диморфизъм при този вид не е толкова видим, колкото при другите кухороги, въпреки че женските често са по-големи от мъжките.  И двата пола имат чифт заострени рога с размери 5 – 8 см. Рогата на женските обикновено са по-тесни.

И двата пола имат ярка червеникаво-кафява козина. Коремните части и хълбоците са червеникавокафяви, а краката тъмнокафяви. Забележителна характеристика на този дукер е добре изразената плътна черна ивица, простираща се от задната част на главата до опашката, откъдето идва и българското име на вида. Тази ивица е по-тясна при женските. 

## Екология и поведение
Черногърбият дукер е нощно животно и малко се знае за неговите поведенчески модели. През деня почива на дърветата или в гъсталаците. Склонен е да остане сам, но могат да се наблюдават и двойки. Черногърбият дукер проявява забележителна бдителност. Зависи в голяма степен от обонянието си за търсене на храна и откриване на потенциална опасност. Индивидите общуват чрез секрети на преорбиталните жлези и екскременти. Леопардът е основният хищник на този дукер. Орли и маймуни бонобо и мандрили също могат да нападнат черногърбият дукер.
Предпочита предимно плодове, но може да се храни и с животински продукти като птичи яйца. Женските могат да заченат след 18-месечна възраст. Размножаването се извършва през цялата година. Бременността продължава около 240 дни, след което обикновено се ражда едно поколение. Продължителността на живота на черногръбият дукер обикновено е 17 – 18 години.

## Заплахи и опазване
Черногърбият дукер предпочита стари или първични гори. Исторически е бил твърде преследван в целия си ареал за месо. Проучване от 2007 г. на изчезването на черногърбия дукер в биосферния резерват Ипаса Макоку (Габон) стига до извода, че прекомерният лов е отговорен за елиминирането на вида от резервата. Оцеляването на черногърбия дукер е застрашено и заради заселването на хората и разширяването на селското стопанство в предпочитаните от вида стари гори, което води до деградация на местообитанията му.
Въпреки това дукерът е все още често срещан вид и е класифициран като почти застрашен от Международния съюз за защита на природата и природните ресурси. Конвенцията за международна търговия със застрашени видове (CITES) включва вида в Приложение II. През 1999 г. общата популация на черногърби дукери е оценена на 725 000 екземпляра. Най-значимата популация се среща само в националния парк Taï (Кот д'Ивоар). Защитените територии, в които се срещат черногърби дукери, включват: Национален парк „Сапо“ (Либерия); Национален парк „Какум“ (Гана); Национален парк Campo Ma'an, резерват Dja Faunal и национален парк Lobéké (Камерун); Специален резерват Dzanga-Sangha и Bangassou (Централноафриканска република); Национален парк „Монте Ален“ (Екваториална Гвинея); Национален парк „Лопе“ и Национален парк „Минкебе“ (Габон); Национален парк Odzala и Национален парк Nouabalé-Ndoki (Конго-Бразавил); Националните паркове Ituri Rainforest, Kahuzi-Biéga, Maiko и Salonga (Конго-Киншаса).